# Честерфилд (футбольный клуб)
«Че́стерфилд» (полное название — Футбольный клуб «Че́стерфилд»; англ. Chesterfield Football Club; английское произношение: [ˈtʃɛstərfiːld]) — английский футбольный клуб из одноимённого города, графство Дербишир, Восточный Мидленд. В сезоне 2024/25 будет выступать в Лиге 2, четвёртом по значимости дивизионе в системе футбольных лиг Англии.
Наивысшим достижением клуба в английских лигах является четвёртое место во Втором дивизионе в сезоне 1946/47. Основанный 19 октября 1867 года, «Честерфилд» является одним из старейших футбольных клубов мира, при этом «Честерфилд» никогда не играл в высшем дивизионе английского футбола. Главным успехом клуба считается выход в полуфинал Кубка Англии в 1997 году.
Домашние матчи с 2010 года проводит на стадионе «Текник», вмещающем более 10 тысяч зрителей.

## История
Как минимум пять футбольных клубов в различные годы носили название «Честерфилд». Газета Derbyshire Times в своей статье от 2 января 1864 года сообщала о запланированной игре между командами «Честерфилд» и «Нортон». Таким образом, можно считать, что футбольный клуб существует как минимум с 1863 года.
Второй футбольный клуб «Честерфилд» был основан в октябре 1867 года и являлся ответвлением Честерфилдского крикетного клуба. в 1871 году клубы по крикету и футболу переехали на базу на улице Солтергейт. В том же году они стали самостоятельными отдельными формированиями. Однако, ухудшение отношений между ними привело к закрытию футбольного клуба в 1881 году, когда он оказался бездомным. Многие игроки присоединились к другим местным командам, в том числе к «Честерфилд Ливингстон» и «Честерфилд Спитал».
Три года спустя, в 1884 году, была создана ещё одна футбольная организация под названием «ФК Честерфилд» с базой на Солтергейте. В неё вошли игроки из предыдущего клуба, а также футболисты из «Честерфилд Ливингстон» и «Честерфилд Спитал», хотя различные данные указывают на то, что последний продолжал действовать как отдельный клуб. После изменения названия на «Честерфилд Таун» клуб получил статус профессионального в 1891 году. В последующие два сезона футбольный клуб выиграл несколько местных трофеев, а также, в 1892 году, впервые принял участие в матчах Кубка Англии. В сезоне 1892/93 игроки клуба носили необычную форму темно-синего цвета с большим британским флагом на груди. «ФК Честерфилд» к Лиге Мидленда в 1896 году и успешно перебрался во Второй дивизион Футбольной лиги. Однако, достигнуть больших успехов в новой лиге команде не удалось и в 1909 году они вернулись в Лигу Мидленда.
В 1915 году «Честерфилд» был добровольно расформирован. Местным ресторатором был создан новый клуб с таким же названием, чтобы играть в футбол военного времени, используя «гостей» из клубов футбольных лиг. Однако, это длилось всего два года, прежде чем руководство клуба и игроки были отстранены Футбольной ассоциацией за незаконные выплаты, а клуб был вновь закрыт.
Нынешний «Честерфилд» был сформирован 24 апреля 1919 года Администрацией округа Честерфилд. Считалось, что местный футбольный клуб позволит увеличить возможности для досуга в регионе. Первоначально клуб носил название «Честерфилд Муниципал». В первом же сезоне клуб добился больших успехов, став чемпионом Лиги Мидленда, несмотря на три смены руководства. Тем не менее, Футбольная ассоциация выражала ярое недовольство тесной связью клуба с советом и администрацией. В конце концов, клубу пришлось разорвать свои связи и стать независимым. Также это отразилось на названии. С декабря 1920 клуб носит название «ФК Честерфилд».
В сезоне 1921/22 стал одним из основателей Третьего северного дивизиона Футбольной лиги. После прихода в клуб нового тренера Тедди Девисона «ФК Честерфилд» стал чемпионом лиги, одержав в последнем матче победу над «Гейтсхедом» со счетом 8-1 и поднялся во Второй дивизион. Понижение последовало в 1933 году, однако титул Третьего северного дивизиона был взят снова в 1936 году.
После войны «Честерфилд» достиг своей лучшей позиции, заняв четвёртое место во Втором дивизионе в сезоне 1946/47. Однако, продажа нескольких игроков ослабила состав и клуб снова опустился в низшую лигу в сезоне 1950/51. В ноябре 1958 года за клуб дебютировал будущий вратарь Сборной Англии Гордон Бэнкс, но вскоре был продан в «Лестер Сити» за рекордные 7000 фунтов стерлингов. В 1961 году «Честерфилд» впервые опустился в Четвёртый дивизион Футбольной лиги.
Футбольный клуб провел восемь сезонов в Четвёртом дивизионе, заработав повышение в качестве чемпиона в сезоне 1969/70 под руководством тренера Джимми Макгигана. В 1981 «Честерфилд» стал обладателем Англо-шотландского кубка. В сезоне 1983/84 клуб снова был понижен в дивизионе, однако вернул себе позиции уже через год. Финансовые трудности вынудили городской совет Честерфилда выручить клуб в 1985 году, а тренировочную базу клуба продать. Новое понижение последовало в сезоне 1988/89. Через год «Честерфилд» вышел в плей-офф, однако потерпел поражение от Кембридж Юнайтед в финале. Прибытие в клуб нового тренера Джона Дункана в 1993 году принесло за собой серию побед. В сезоне 1994/95 «Честерфилд» в плей-офф обыграл «Мансфилд Таун» и «Бери», и получил повышение во Второй дивизион. В сезоне 1996/97 «Честерфилд» одержал серию побед в Кубке Англии, обыграв в том числе клуб из Премьер-лиги Ноттингем Форест. После победной серии команда потерпела поражение в полуфинале от Мидлсбро.
В 2000 году «Честерфилд» был переведен в Третий дивизион после серии из 21 игры без побед. На пост председателя клуба пришёл Даррен Браун. В следующем году клуб был оштрафован на 9 очков за финансовые нарушения, после того как Браун отказался выплачивать гонорар Честер Сити за Люка Беккета. На фоне растущего числа свидетельств мошенничества он отказался от контроля над клубом в марте 2001 года, и право собственности перешло к наспех организованной группе болельщиков - Обществу болельщиков футбола «Честерфилда». Огромные долги, накопленные Брауном, вынудили клуб обратиться в администрацию. Позже Браун был приговорен к четырём годам тюремного заключения. В результате расследования были предъявлены обвинения, включая ложную отчетность, предоставление ложной информации и кражу.
В конце сезона 2009/10 «Честерфилд» покинул родной стадион «Солтергейт» и перебрался на новую арену Текник. В конце 2011 года команда заслужила повышение в Первую Лигу. В марте 2012 они впервые стали обладателями трофея EFL Trophy, обыграв в финале Суиндон Таун со счетом 2-0. Однако, в следующем месяце команда вылетела из Первой Лиги. Вернуть команду смог Пол Кук (футболист) в сезоне 2012/13.
«Честерфилд» занял шестое место в Первой Лиге в сезоне 2014/15 и проиграла в двухматчевом полуфинале плей-офф команде Престон Норт Энд с итоговым счетом 4-0. Дин Сондерс заменил Пола Кука на посту главного тренера. 14 ноября 2016 года акционер Дэйв Аллен ушёл с поста председателя и директора клуба. Это стало сигналом кризиса, и четыре дня спустя ещё четыре директора ушли в отставку. Было объявлено, что «Честерфилд» открыто выставлен на продажу и нуждается в каких-либо инвестициях. 19 ноября 2016 года председателем Совета директоров был назначен Майк Уорнер. В декабре 2015 года Дин Сондерс был заменен Дэнни Уилсоном.
8 января 2017 года место на тренерском посту клуба снова сменило владельца. Теперь им стал Гэри Колдуэлл. Однако 16 сентября 2017 года место снова стало вакантным. Под руководством Колдуэлла «Честерфилд» одержал всего три победы в 29 официальных играх, что стало худшим результатом среди всех менеджеров клуба. 29 сентября пост главного тренера заняла Джек Лестер, имевший статус легенды клуба. Вместе с ним в качестве ассистента в клуб пришёл Ники Иден и Томми Райт (футболист, 1966) на место тренера основной команды. Однако, новый тренерский состав не смог предотвратить вылет клуба из Второй Английской футбольной лиги впервые с 1921 года. В сезоне Национальный лиги «Честерфилд» занял лишь 14 место.
6 августа 2020 года общественный фонд клуба выкупил права на владение у Дейва Аллена. На следующий день, на должность менеджера клуба был назначен Джон Пембертон (футболист). Однако, уже в ноябре 2020 года он был уволен, когда футбольный клуб оказался под угрозой вылета из Национальный лиги. На пост был назначен Джеймс Роу.
В январе 2022 года в третьем раунде Кубка Англии «Честерфилд» встретился с «Челси», который выставил на игру практически основной состав. «Честерфилду» удалось забить один гол. Матч закончился победой «Челси» со счетом 5-1. Менее чем через месяц Роу был отстранен от работы из-за обвинений в ненадлежащем поведении. Впоследствии ему было предъявлено обвинение в сексуальном насилии в сентябре 2022 года. Клуб снова возглавил Пол Кук.
В сезоне 2023-2024 клуб выиграл Национальную конференцию (5 дивизион) ещё 23 марта. По итогам сезона клуб набрал 98 очков при 46-игровом сезоне.

## Текущий состав
| 1  | Флаг Англии    | Вр  | Харри Тайрер      | 2001 |  |  |  |  |
| 23 | Флаг Англии    | Вр  | Райан Бут         | 1994 |  |  |  |  |
| 36 | Флаг Англии    | Вр  | Люк Чадвик        | 2004 |  |  |  |  |
| ?  | Флаг Австралии | Вр  | Аштон Ринальдо    | 2005 |  |  |  |  |
|    |                |     |                   |      |  |  |  |  |
| 3  | Флаг Англии    | Защ | Брэнден Хортон    | 2000 |  |  |  |  |
| 5  | Флаг Англии    | Защ | Джейми Греймс     | 1990 |  |  |  |  |
| 12 | Флаг Англии    | Защ | Тайрон Уильямс    | 1994 |  |  |  |  |
| 16 | Флаг Англии    | Защ | Мигел Фреклтон    | 2002 |  |  |  |  |
| 21 | Флаг Англии    | Защ | Эшли Палмер       | 1992 |  |  |  |  |
| 22 | Флаг Англии    | Защ | Райхим Шеклфорд   | 1997 |  |  |  |  |
| 33 | Флаг Англии    | Защ | Бэйли Клементс    | 2000 |  |  |  |  |
| ?  | Флаг Австралии | Защ | Райли Д`сена      | 2003 |  |  |  |  |
| ?  | Флаг Англии    | Защ | Джек Брасси       | ?    |  |  |  |  |
| ?  | Флаг Англии    | Защ | Харви Томас       | ?    |  |  |  |  |
| ?  | Флаг Англии    | Защ | Коби Эратт-Томсон | ?    |  |  |  |  |
| ?  | Флаг Англии    | Защ | Джордж Уилкинсон  | ?    |  |  |  |  |
|    |                |     |                   |      |  |  |  |  |
| 4  | Флаг Англии    | ПЗ  | Том Хэйлор        | 1992 |  |  |  |  |
| 8  | Флаг Англии    | ПЗ  | Даррен Олдейкер   | 1999 |  |  |  |  |

| №  |                        | Поз. | Имя                 | Год рождения |
| -- | ---------------------- | ---- | ------------------- | ------------ |
| 10 | Флаг Англии            | ПЗ   | Майкл Джейкобс      | 1991         |
| 15 | Флаг Англии            | ПЗ   | Бейли Хобсон        | 2002         |
| 17 | Флаг Албании           | Нап  | Армандо Добра       | 2001         |
| 18 | Флаг Англии            | ПЗ   | Джеймс Берри        | 2000         |
| 24 | Флаг Англии            | ПЗ   | Харли Кертис        | 2002         |
| 28 | Флаг Англии            | ПЗ   | Олли Бэнкс          | 1992         |
| 35 | Флаг Англии            | ПЗ   | Майк Джонс          | 1987         |
| 40 | Флаг Англии            | ПЗ   | Коннор Кук          | 2004         |
| ?  | Флаг Англии            | ПЗ   | Али Афтаб-Мохиуддин | ?            |
| ?  | Флаг Англии            | ПЗ   | Люк Митчелл         | ?            |
| ?  | Флаг Англии            | ПЗ   | Макс Кук            | ?            |
| ?  | Флаг Англии            | ПЗ   | Джош Миллен         | ?            |
| 7  | Флаг Англии            | Нап  | Лиам Мандевилл      | 1997         |
| 9  | Флаг Северной Ирландии | Нап  | Уил Григг           | 1991         |
| 11 | Флаг Англии            | Нап  | Райан Колклаф       | 1994         |
| 27 | Флаг Ирландии          | Нап  | Джо Куигли          | 1996         |
| ?  | Флаг Гибралтара        | Нап  | Лиам Джессоп        | 2005         |
| ?  | Флаг Гибралтара        | Нап  | Томас Маршалл       | ?            |